# Селифонтов, Иван Осипович
Ива́н О́сипович Селифо́нтов (7 ноября 1743 года — 7 апреля 1822 года, Сывороткино, Ярославская губерния) — государственный деятель Российской империи, генерал-поручик, сенатор и тайный советник, Тобольский вице-губернатор, Рязанский наместник, генерал-губернатор Сибирского генерал-губернаторства, участник русско-турецкой войны.

## Биография
Родился 7 ноября 1743 года.
В апреле 1758 года был зачислен на службу титулярным юнкером в Ревизион-контору, но через несколько месяцев переведён кадетом в Морской корпус. В марте 1760 года его произвели в гардемарины, после чего Селифонов отправился в своё первое морское плавание от Кронштадта до Кольберга и обратно.
В мае 1762 года окончил Морской корпус со званием Мичмана. 28—29 июня того же года был вовлечён в события государственного переворота и отправлен с секретным поручением в Кронштадт, чтобы предотвратить его превращение в опорный пункт сторонников Петра III.
В 1762 году по Высочайшему указу, данному Адмиралтейской коллегии, был командирован в Англию во время войны последней с Испанией и Францией. С 1763 по 1765 год — на английской службе, участвовал в военных действиях Англии против её американских колоний, плавал  между о. Антигуа и Виргинией.
В 1765 году возвращается в Россию, но в том-же году был командирован на остров Мальту. С 1766 по 1769 год Селифонтов находился на службе на мальтийских кораблях и участвовал в некоторых военных предприятиях против турецких и алжирских пиратов.
В 1770 году Иван Осипович был определён в штат Адмиралтейской коллегии генеральс-адъютантом, а с 1772 года он снова почти ежегодно, вплоть до своего выхода из морской службы, находился в плавании. Так, в 1772 году Селифонтову довелось принимать участие в морской кампании в Средиземном море во время русско-турецкой войны 1768—1774 годов (в эскадре адмирала Чичагова) и быть в морском сражении в Патрасском заливе. 26 ноября 1773 года ему был пожалован Орден Святого Георгия 4-й степени (№ 222 по кавалерскому списку Григоровича — Степанова).
В 1776 году был командирован с поручением на фрегате «Святой Марк» в Любек и Гамбург. Семейное предание утверждает, что это секретное поручение заключалось в приказании доставить в Россию княжну Тараканову, которую около этого времени везли из Ливорно. Однако, время смерти княжны Таракановой (декабрь 1775 года) опровергает это предание.
В 1777 году назначается главным командиром придворных судов: яхт «Петергоф» и «Анна» и галеры «Россия».
В 1778 году Селифонтов был произведён в капитаны 1-го ранга, и через два года, ему доверяют «собственную Ея Императорского Величества яхту» «Екатерина».
В 1782 году Селифонтов был отставлен от морской службы с чином капитана бригадирского ранга и перешёл на гражданскую — на должность председателя Пермской палаты уголовного суда.
В 1785 году он получает новое назначение — вице-губернатором Тобольского наместничества.
В 1787 году Селифонтов производится в генерал-майоры, в 1790 — награждается Орденом Святого Владимира II степени
В 1795 году Иван Осипович производится в генерал-поручики и назначается Рязанским наместником. Через год, в 1796 году был назначен Иркутским и Колыванским генерал-губернатором. Однако, добравшись до Тобольска 1 февраля 1797 года Селифонтов узнаёт, что новый император Павел I ликвидировал должность наместника, а его произвёл в тайные советники и назначил в Шестой департамент Сената в Москву.
В 1797 году получает орден Святой Анны I степени.
В 1803 году новым императором Александром I назначается генерал-губернатором Тобольским, Томским и Иркутским.
В 1806 году в возрасте шестидесяти лет вышел в отставку. Последующие годы жизни Селифонтов провёл в своём имении Сывороткино, Ярославской губернии, Романово-Борисоглебского уезда, где скончался 7 апреля 1822 года.

## Деятельность в качестве губернатора

### Рязанское наместничество
Иван Осипович прибыл на должность Рязанского наместника 1 января 1795 года. И хотя пробыл он в губернии всего год, по 13 марта 1796 года — всё же успел выстроить в центре Рязани новое деревянное здание для Главного народного училища.

### Тобольское наместничество
В Тобольске Селифонтов пребывал дважды . В должности вице-губернатора Тобольской губернии (1785—1795) он приложил руку к строительству первого в Сибири театра и типографии, при нём началось издание первого в русской провинции журнала «Иртыш».
Во времена Александра I Селифонтов получает должность Тобольского, Томского и Иркутского генерал-губернатора, на которой находится с 1803 по 1806 год.

## Семья
Иван Осипович принадлежит к древнему роду Селифонтовых, уходящему корнями в XV век. Его основателем считается новгородский боярин Селифонтий Твердиславня.
Отец: Осип Фёдорович Селифонтов (1713—1784) — надворный советник
Мать: Матрёна Михайловна Румянцева (1710—1783)
Супруга : Александра Петровна, урождённая Нальянова.
Дети:
- Павел (1780—1816)
- Екатерина (1784-?) замужем за Вологодским и Вельским предводителем дворянства (1799—1808), Василием Фёдоровичем Алябьевым.
- Николай (1785—1855) — майор.
- Дочь

## Награды
- Орден Святого Георгия IV степени (1773)
- Орден Святого Владимира II степени (1790)
- Орден Святой Анны I степени (1797)